# 渗碳钢

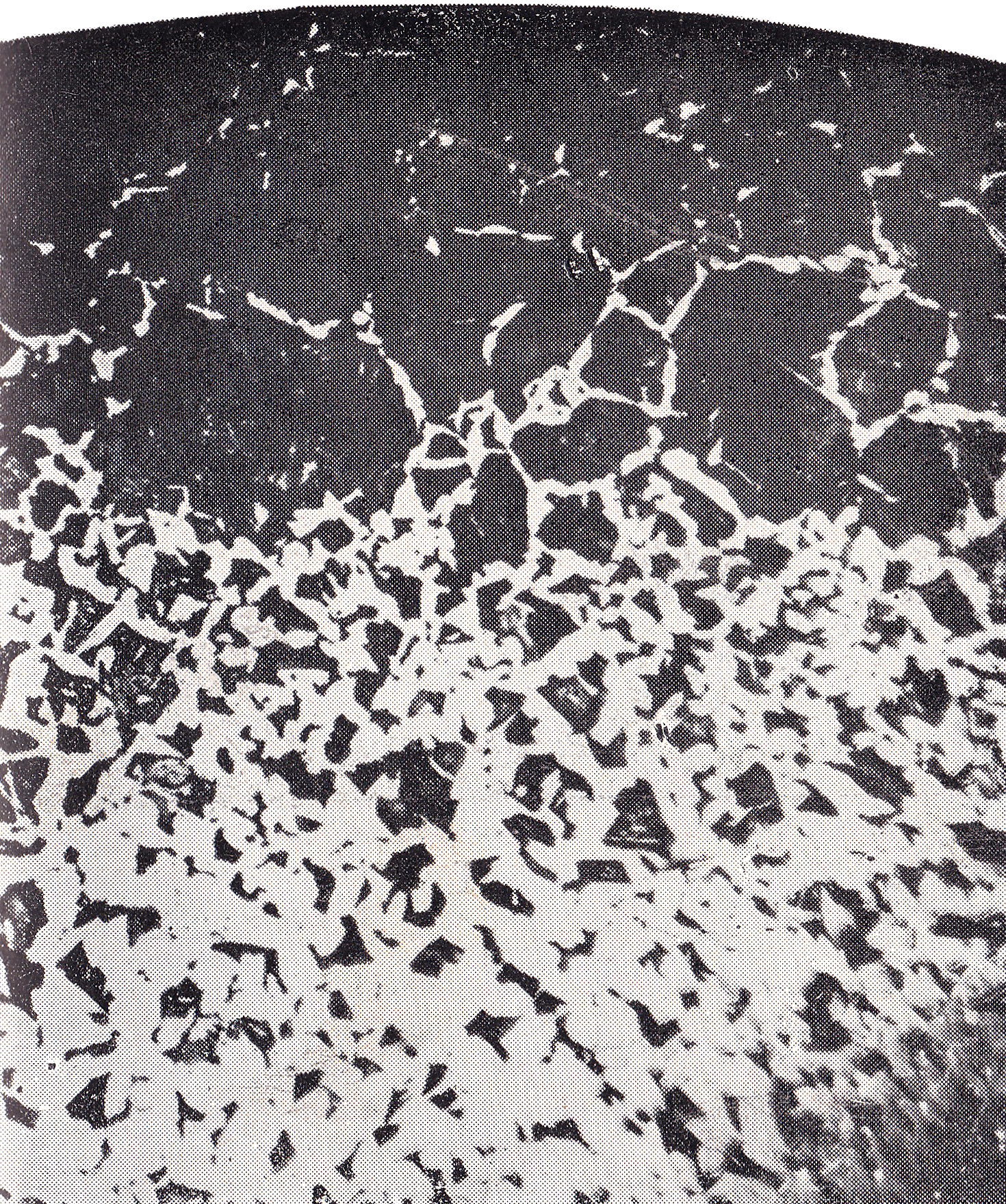
放大200倍的渗碳钢，其中黑色部分是通过渗碳制成的珠光体，白色部分是铁氧体。

渗碳钢，或称“表面硬化钢”（英语：Case hardening steels），为低碳钢，含碳量约0.1~0.25%，为了使用过程的安全性，渗碳钢多数经过适当的合金化，主要合金元素有铬、锰、钛、钒等，其主要作用是提高淬透性和防止过热。由于渗碳钢表面坚硬耐磨、心部韧性好而耐冲击，可用于制造齿轮、凸轮、活塞销等机器零件。

## 工艺

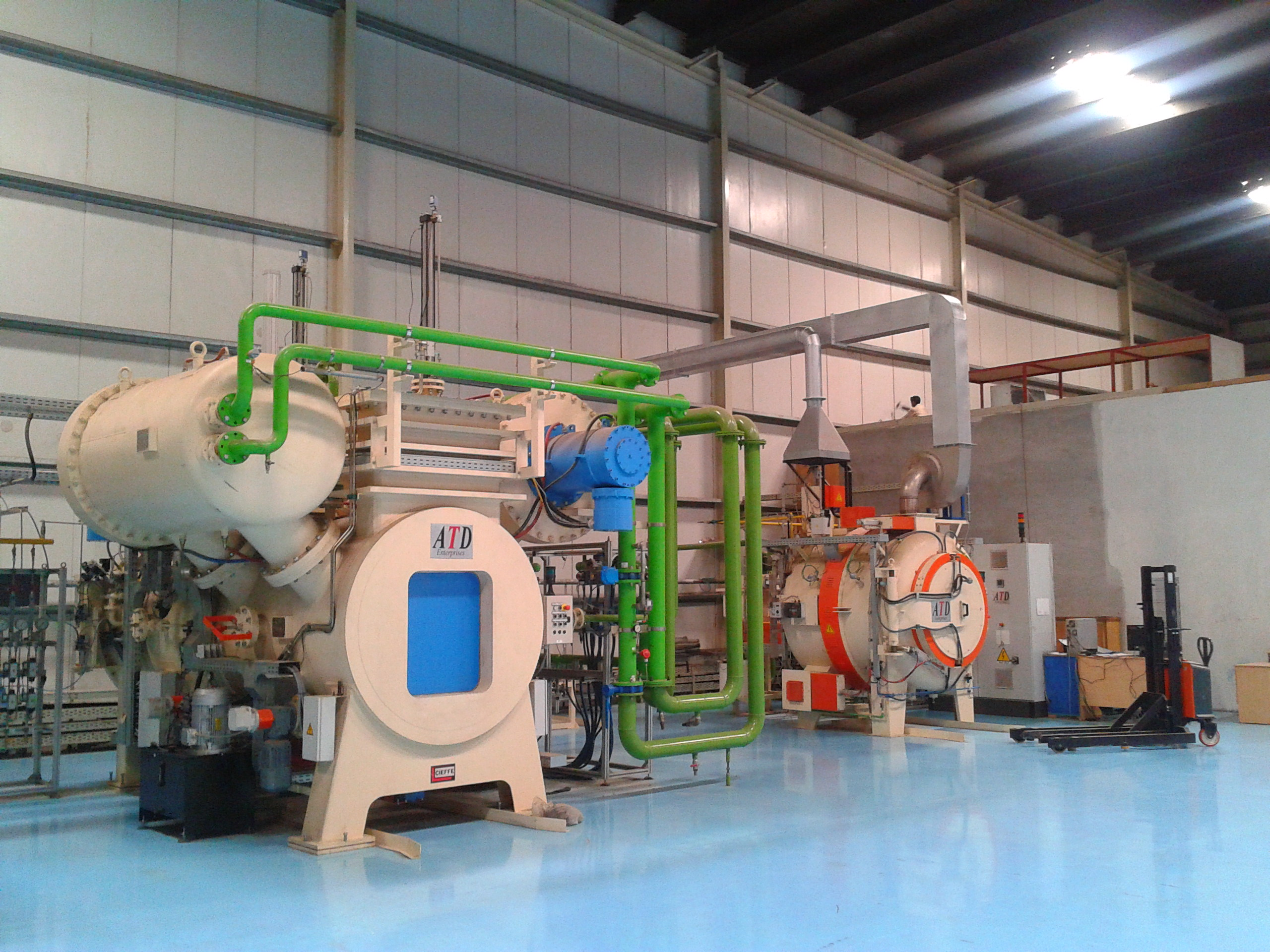
计算机控制的渗氮、渗碳炉

渗碳零件的加工工艺路线是毛坯锻造 → 预先热处理（正火） → 粗机械加工 → 中间退火（500℃～600℃） → 精加工 → 镀铜（不需要渗碳部分）→ 最终热处理→ 退铜 → 精磨 → 成品检验。
热处理特点预先热处理为正火、渗碳后为淬火加低温回火（180℃～200℃）。渗碳前，组织为铁素体+珠光体。热处理后，表面渗碳层的组织为合金渗碳体+回火马氏体+少量残余奥氏体组织，硬度为60HRC～62HRC。淬火、低温回火后：心部为回火马氏体（若未淬透可能为铁素体+珠光体+回火马氏体）；表面为碳化物+回火马氏体。
铬能显著提高渗碳层的含碳量，镍可有效地抑制晶粒长大，细化晶粒，提高强韧性。钨、钼、钛、钒合金元素主要作用是形成固溶体或碳化物，可提高钢的强度和硬度，同时还能细化组织和晶粒。

## 种类
根据淬透性不同，可将渗碳钢分为低、中、高三类。

### 低淬透性
低淬透性渗碳钢在水中淬透直径小于35mm，渗碳后可直接淬火，其淬透性和心部强度均较低。主要有20Cr、20CrV、20Mn2和20MnV等，只适用于制造受尺寸较小、冲击载荷较小的耐磨件，如小轴、小齿轮、活塞销等。

### 中淬透性
中淬透性渗碳钢在油中淬透直径约为25~60mm，淬透性较高，过热敏感性较小，渗碳过渡层比较均匀，力学性能和工艺性能良好，主要有20CrMn、20CrMnTi、20Mn2TiB、20SiMnVB等，大量用于制造承受高速中载、抗冲击和耐磨损的零件，如汽车、拖拉机的变速齿轮、离合器轴等。

### 高淬透性
高淬透性渗碳钢如18Cr2Ni4WA和20Cr2Ni4A等，含有较多的Cr、Ni等元素，淬透性很高，油中临界直径大于100mm，且具有良好的韧性和低温冲击韧性，主要用于制造大截面、高载荷的重要耐磨件，如飞机、坦克的曲轴和齿轮等。

## 延伸阅读
- 德国国家标准 DIN EN 10084:2008 渗碳钢——交货技术条件 （页面存档备份，存于）